# إيريكا سيرا
إيريكا سيرا هي ممثلة كندية، ولدت في 31 أكتوبر 1979 بفانكوفر في كندا.

## أعمال

### أفلام
- (2010) ذي سترانجر
- (2017) باور رينجرز[4]

## وصلات خارجية
- إيريكا سيرا على موقع IMDb (الإنجليزية)
- إيريكا سيرا على موقع ألو سيني (الفرنسية)
- إيريكا سيرا على موقع أول موفي (الإنجليزية)
- إيريكا سيرا على موقع قاعدة بيانات الأفلام السويدية (السويدية)
- إيريكا سيرا على موقع قاعدة بيانات الفيلم (الإنجليزية)
- إيريكا سيرا على موقع كينوبويسك (الروسية)